# Naisten I-divisioona 2013
La Naisten I-divisioona 2013 è stata la 5ª edizione (per la prima volta giocata con le regole del tackle football) del campionato di football americano di secondo livello femminile, organizzato dalla SAJL.

## Squadre partecipanti
| Club             | Città    | Stadio | Sponsor ufficiale | Risultato nella stagione 2012 |
| ---------------- | -------- | ------ | ----------------- | ----------------------------- |
| Hyvinkää Falcons | Hyvinkää |        |                   |                               |
| Joensuu Wolves   | Joensuu  |        |                   |                               |
| Kouvola Indians  | Kouvola  |        |                   |                               |
| Porvoon Butchers | Porvoo   |        |                   |                               |
| Raisio Oakladies | Raisio   |        |                   |                               |

## Stagione regolare

### Calendario

#### 1ª giornata
| Joensuu 5 maggio 2013, ore 13:00 | Joensuu Wolves | 44 – 10 | Raisio Oakladies | Koilispuiston Tekonurmi |

| Porvoo 5 maggio 2013, ore 14:00 | Porvoon Butchers | 40 – 0 | Hyvinkää Falcons | Porvoon Pallokenttä |

#### 2ª giornata
| Raisio 9 maggio 2013, ore 15:00 | Raisio Oakladies | 12 – 20 | Kouvola Indians | Kerttulan liikuntakeskus |

| Joensuu 12 maggio 2013, ore 13:00 | Joensuu Wolves | 38 – 14 | Hyvinkää Falcons | Koilispuiston Tekonurmi |

#### 3ª giornata
| Joensuu 19 maggio 2013, ore 11:30 | Joensuu Wolves | 48 – 6 | Kouvola Indians | Koilispuiston Tekonurmi |

| Porvoo 19 maggio 2013, ore 13:00 | Porvoon Butchers | 8 – 0 | Raisio Oakladies | Porvoon Pallokenttä |

#### 4ª giornata
| Porvoo 26 maggio 2013, ore 13:00 | Porvoon Butchers | 16 – 42 | Joensuu Wolves | Porvoon Pallokenttä |

| Hyvinkää 26 maggio 2013, ore 13:30 | Hyvinkää Falcons | 20 – 14 (6-8 14-6) referto | Kouvola Indians | Kankurin kenttä (150 spett.)\| Arbitro: \| Halla-aho \| |
| Arbitro:                           | Halla-aho        |                            |                 |                                                         |

#### 5ª giornata
| Raisio 8 giugno 2013, ore 13:00 | Raisio Oakladies | 18 – 14 | Hyvinkää Falcons | Kerttulan liikuntakeskus |

| Kouvola 8 giugno 2013, ore 15:00 | Kouvola Indians | 14 – 8 | Porvoon Butchers | Kuusankosken urheilupuisto |

#### 6ª giornata
| Hyvinkää 16 giugno 2013, ore 13:30 | Hyvinkää Falcons | 32 – 24 | Porvoon Butchers | Kankurin kenttä |

| Raisio 16 giugno 2013, ore 14:00 | Raisio Oakladies | 12 – 6 | Joensuu Wolves | Kerttulan liikuntakeskus |

#### 7ª giornata
| Hyvinkää 29 giugno 2013, ore 16:30 | Hyvinkää Falcons | 34 – 28 | Joensuu Wolves | Kankurin kenttä |

#### Recuperi 1
| Kouvola 13 luglio 2013, ore 15:00 | Kouvola Indians | 44 – 18 | Raisio Oakladies | Kuusankosken urheilupuisto |

#### 8ª giornata
| Kouvola 20 luglio 2013, ore 15:00 | Kouvola Indians | 38 – 40 | Joensuu Wolves | Kuusankosken urheilupuisto |

| Raisio 21 luglio 2013, ore 15:00 | Raisio Oakladies | 8 – 34 | Porvoon Butchers | Kerttulan liikuntakeskus |

#### 9ª giornata
| Joensuu 27 luglio 2013, ore 13:00 | Joensuu Wolves | 12 – 40 | Porvoon Butchers | Koilispuiston Tekonurmi |

| Kouvola 27 luglio 2013, ore 15:00 | Kouvola Indians | 34 – 16 | Hyvinkää Falcons | Kuusankosken urheilupuisto |

#### 10ª giornata
| Porvoo 2 agosto 2013, ore 18:00 | Porvoon Butchers | 42 – 22 | Kouvola Indians | Porvoon Pallokenttä |

| Hyvinkää 4 agosto 2013, ore 13:30 | Hyvinkää Falcons | 48 – 26 | Raisio Oakladies | Kankurin kenttä |

### Classifica
La classifica della regular season è la seguente:
- PCT = percentuale di vittorie, G = partite giocate, V = partite vinte,  P = partite perse, PF = punti fatti, PS = punti subiti

| Pos. | Squadra          | PCT  | G | V | N | P | PF  | PS  |
| ---- | ---------------- | ---- | - | - | - | - | --- | --- |
| 1    | Porvoon Butchers | .625 | 8 | 5 | 0 | 3 | 212 | 130 |
| 2    | Joensuu Wolves   | .625 | 8 | 5 | 0 | 3 | 258 | 170 |
| 3    | Kouvola Indians  | .500 | 8 | 4 | 0 | 4 | 192 | 204 |
| 4    | Hyvinkää Falcons | .500 | 8 | 4 | 0 | 4 | 178 | 222 |
| 5    | Raisio Oakladies | .250 | 8 | 2 | 0 | 6 | 104 | 218 |

## V Finale Naisten I-divisioona
| Porvoo 10 agosto 2013, ore 12:30 | Porvoon Butchers | 34 – 12 | Joensuu Wolves | Porvoon Pallokenttä |

## Verdetti
- Porvoon Butchers Vincitrici della Naisten I-divisioona 2013